# Robert Menasse
Pour les articles homonymes, voir Menasse.
Robert Menasse, né le 21 juin 1954 à Vienne, est un écrivain, traducteur et essayiste autrichien.

## Biographie
Robert Menasse étudie la littérature allemande, la philosophie et les sciences politiques à Vienne, Salzbourg et Messine. Il soutient une thèse de doctorat en 1980 intitulée « Hermann Schürrer (de) : le type du marginal littéraire » (en allemand : Der Typus des Außenseiters im Literaturbetrieb. Am Beispiel Hermann Schürrer).
De 1981 à 1988, il est assistant à l'institut de théorie de la littérature de l'université de São Paulo, au Brésil.
Depuis, il exerce l'activité de traducteur du portugais vers l'allemand. Il écrit aussi des romans, des essais, sur la culture autrichienne mais aussi des livres pour enfants.
Très concerné par la politique et la culture autrichienne, il publie couramment ses points de vue dans la presse autrichienne et allemande. Il est également un défenseur de la construction européenne.
En 1998, il reçoit le Prix national autrichien pour l'essai et utilise l'argent gagné afin de relancer le prix Jean Améry, qui est remis en 2000 à Franz Schuh (de).
En 2010, il s'installe à Bruxelles et commence une trilogie sur l'Europe et son fonctionnement.
En 2019, il publie La Capitale dans lequel il s'attache à donner une figure humaine aux fonctionnaires de la commission européenne à Bruxelles.
En 2023, son roman Die Erweiterung est publié en français sous le titre L'Élargissement. Cette fois, Robert Menasse s'intéresse aux pays des Balkans qui souhaitent rejoindre l'Europe et à la montée des mouvements nationalistes. Pour cela, il fait le portrait de deux fonctionnaire, l'un Polonais, le deuxième Albanais. 

## Œuvres
Son premier roman Sinnliche Gewißheit (La certitude sensuelle), une description autobiographique de la vie d'un Autrichien en exil au Brésil, parait en 1988. Puis vient Selige Zeiten, brüchige Welt (Les Temps heureux, le monde fragile) en 1991, Phänomenologie der Entgeisterung : Geschichte des verschwindenden Wissens (Phénoménologie de la pétrification : histoire de connaissances disparaissant) en 1995 et Die Vertreibung aus der Hölle (Chassés de l'enfer) en 2001. Il a aussi publié de nombreux essais.

### Quelques œuvres traduites en français
- La pitoyable histoire de Léo Singer (Selige Zeiten, brüchige Welt, Residenz Verlag 1991. Traduction de Christine Lecerf, Verdier)
- Machine arrière (Schubumkehr, Residenz Verlag, 1995. Traduction de Christine Lecerf, Verdier)
- La dernière princesse de conte de fées (Die letzte Märchenprinzessin, avec Elisabeth et Eva Menasse, illustrations de Gerhard Haderer, Suhrkamp 1997. Traduction de M. Deutsch, L'Arche).
- Chassés de l'enfer (Die Vertreibung aus der Hölle, Suhrkamp 2001. Traduction de M. Rocher-Jacquin et D. Rocher, Verdier)
- Don Juan de la Manche (Don Juan de la Mancha oder die Erziehung der Lust, Suhrkamp 2007. Traduction de Barbara Fontaine, Verdier)[7]
- En finir avec les nationalismes. Pour une Europe de la paix et une nouvelle démocratie, Éditions Buchet/Chastel, 2015 Traduction de Dominique Venard
- La Capitale (Die Hauptstadt, 2017), Verdier, 2019, traduction Olivier Mannoni
- L'Élargissement, (Die Erweiterung, 2022), Verdier, 2023, traduit par Philippe Giraudon

## Récompenses
- 1990 : Prix Heimito von Doderer
- 1994 : Prix Alexander-Sacher-Masoch
- 1998 : Prix d'État autrichien pour la promotion de la culture
- 1999 : Prix Grimmelshausen
- 2002 : Prix Joseph Breitbach
- 2002 : Prix Friedrich Hölderlin
- 2002 : Prix Lion Feuchtwanger
- 2002 : Prix Marie Luise Kaschnitz
- 2003 : Prix Erich-Fried
- 2013 : Prix Heinrich Mann
- 2017 : Prix du livre allemand (Deutscher Buchpreis) pour Die Hauptstadt 2017
- 2019 : Médaille Carl-Zuckmayer (de)
- 2023 : Prix du livre européen pour L'Élargissement[8]